# Vishegrad Knoll
Der Vishegrad Knoll (englisch; bulgarisch Вишеградска могила Wischegradska mogila) ist ein 550 m hoher Hügel am nordöstlichen Ende der Trinity-Halbinsel des Grahamlands im Norden der Antarktischen Halbinsel. Er ragt 2,21 km südsüdwestlich des Kap Dubouzet, 1,87 km südöstlich des Obzor Hill und 1,83 km östlich des Mount Bransfield auf.
Deutsche und britische Wissenschaftler kartierten ihn 1996 gemeinsam. Die bulgarische Kommission für Antarktische Geographische Namen benannte ihn 2010 nach der Ortschaft Wischegrad im Süden Bulgariens.